# Medalla de la Distinció Laboral
La Medalla de la Distinció Laboral (rus: Медаль «За трудовое отличие»; transliterat: Medal "Za trudovoye otlichiye") és una condecoració soviètica creada per Stalin el 27 de desembre de 1938. Era atorgada als obrers, als treballadors dels koljos, als especialistes en l'economia nacional, als treballadors en els camps de la ciència, la cultura, la instrucció pública, la sanitat pública i altres ciutadans de l'URSS: 
- Pel treball que contribueix al creixement del rendiment del treball i de la millora de la qualitat de la producció, pels èxits en la competició socialista
- Per l'aportació laboral a la construcció, la reconstrucció dels objectes essencials d'economia nacional
- Per les invencions valuoses i les propostes de racionalització
- Pel treball d'èxit en el camp de la ciència, la cultura, la literatura, l'art, la instrucció pública, la sanitat pública, el comerç, l'alimentació pública, l'administració de serveis comunals, el servei domèstic de la població i d'altres branques de l'activitat laboral
- Pel treball actiu en l'educació comunista i la preparació professional de la joventut
- Pels èxits en l'activitat estatal i pública
- Pels èxits en els camps de la cultura física i l'esport.

Va ser instituïda pel Decret de la Presidència del Soviet Suprem de l'URSS del 27 de desembre de 1938, sent publicat a la Gaseta del Soviet Suprem de la Unió Soviètica nº23 de 1938. La descripció de la medalla es va modificar mitjançant decret del 19 de juny de 1943, i la seva posició el 16 de desembre de 1947. Finalment, es confirmà la seva posició mitjançant una nova redacció dels estatuts el 28 de març de 1980.
Penja a l'esquerra del pit, i se situa després de la Medalla dels Treballadors Distingits.
Pot ser atorgada a estrangers.
Va ser una de les primeres medalles instituïdes a l'URSS. És la menor de les dues medalles de preguerra instituïdes pels mèrits laborals (la superior és la Medalla dels Treballadors Distingits), i serien equivalents a les seves anàlogues militars (la Medalla al Valor i la Medalla pel Servei de Combat). Va ser realitzada pel pintor I.I. Dubasov.
Només era concedida mitjançant Decret del Soviet Suprem de l'URSS. El primer Decret va ser signat el 15 de gener de 1939, atorgant-la a 8 obrers de la fàbrica d'armament nº8 de Kalinin. L'endemà, juntament amb la concessió de l'Orde de la Bandera Roja als Cors i Danses de l'Exèrcit Roig, la Medalla de la Distinció Laboral va ser atorgada a 16 membres del conjunt; i encara, l'endemà, 17 de gener, s'atorgà a 28 treballadors per l'elaboració científica del mètode de gasificació subterrània del carbó. En total, abans de la guerra ja va ser atorgada a unes 11.000 persones, i durant els anys de la guerra a més de 44.000 persones. La darrera concessió va ser atorgada el 21 de desembre de 1991 a N.A. Barontsov, director de la fàbrica del consorci Ciment de Belgorod. En total, va ser atorgada en unes 2.146.400 ocasions.
Juntament amb la medalla es concedia un certificat acreditatiu.

## Disseny
És una medalla de plata de 32mm de diàmetre. A l'anvers apareixen a falç i el martell en relleu d'esmalt vermell, i la inscripció en relleu "CCCP" (URSS). A sota hi ha la inscripció "ЗА ТРУДОВОЕ ОТЛИЧИЕ" (Per la Distinció Laboral), també en esmalt vermella i en dues línies.
Al revers de la medalla hi ha la inscripció ТРУД В СССР – ДЕЛО ЧЕСТИ (Treballar a la U.R.S.S. és una Qüestió de Glòria).
Es suspèn sobre un galó pentagonal de 24mm de color lila amb una franja longitudinal en daurat de 2mm a cada costat (la primera variant penjava d'un galó pentagonal vermell)

## Receptors
La primera investidura va tenir lloc el 15 de gener de 1939, quan va ser concedida a 19 empleats de la planta d'armaments n. 8 de Kalinin pel servei excepcional al país en la creació i desenvolupament d'armament nou per a l'Exèrcit Roig.
Les persones que van rebre la distinció són les següents:
- Boris Alexandròvitx Alexandrov, compositor (Heroi del Treball Socialista, Artista del Poble de l'URSS)
- Vladimir Astapovskik, porter de futbol, medallista olímpic
- Serguei Belov jugador de bàsquet, medallista olímpic
- Boris Bugaiev, ministre de l'aviació civil (Heroi del Treball Socialista)
- Nona Gaprindaixvili, jugadora d'escacs, primera dona Gran Mestre
- Georgi Gretxko, cosmonauta
- Víktor Dòlnik, ornitòleg
- Natalia Dubova, patinadora sobre gel
- Aleksandr Zatsepin, compositor
- Alexei Grigorèvitx Ivakhnenko, matemàtic
- Alexei Kasatonov, jugador d'hoquei gel, medallista olímpic
- Abdilas Maldibaev, compositor, actor i tenor
- Viktor Tikhonov jugador i entrenador d'hoquei gel
- Svetlana Pletneva, arqueòloga i historiadora
- Sergei Kurdïumov, físic i matemàtic
- Ielena Kruglova, nadadora, medallista olímpica
- Alexander Borisovitx Kojukhov, jugador i entrenador d'handbol
- Liudmila Liadova, compositora